# 볼프 비어만

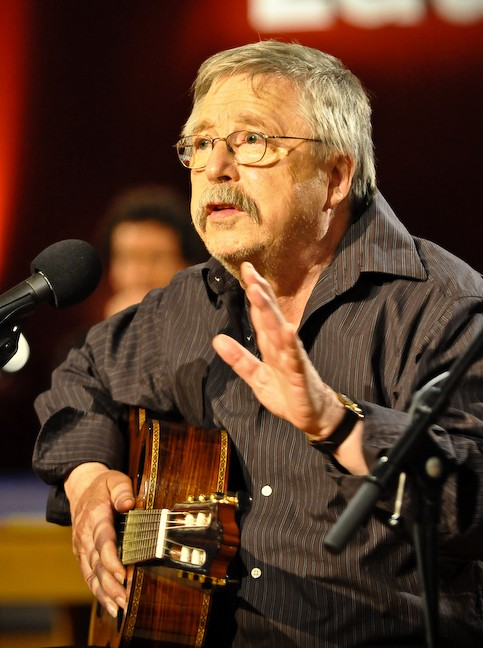
볼프 비어만, 2008년

볼프 비어만(Karl Wolf Biermann, 1936년 11월 15일 ~ )은 독일의 음유시인이며 구동독의 반체제 저항시인이다.

## 어린 시절
독일 함부르크에서 아버지 다고베르트 비어만과 어머니 엠마 비어만의 외아들로 출생한다. 공산주의자이며 유대인이었던 아버지는 아들이 태어나기 석 달 전 나치에게 체포되어 8년간의 옥살이 끝에 1943년 아우슈비츠에서 살해된다. 죄목은 함부르크 조선소에 노동자로 위장 취업하여 지하 공산주의 신문을 제작, 유포하고 태업을 주도했다는 것이었다. 독일공산당 당원이었던 어머니는 아들이 공산주의자로서 인류를 구원하는데 일조하는 인물이 되길 원했다.
1953년 17세에 홀로 서독 함부르크에서 동독 베를린으로 이주한다.

## 동독에서의 활동
동독으로 이주한 후 가데부슈(Gadebusch)의 기숙학교에 입학한다. 1955년 대학입학자격시험(Abitur)에 합격하고 동베를린 훔볼트 대학에서 정치경제학 공부를 시작한다. 1957년 학업을 중단하고 2년간 브레히트가 창설한 베를린 앙상블의 연출조수로 일하기 시작한다. 브레히트의 변증법적 연극을 학습하며 순수예술보다는 참여예술을 중시하는 브레히트의 계몽주의적 문학관을 습득한다. 1959년 훔볼트 대학에 복학하고 전공을 철학과 수학으로 바꾼다.
1961년 프렌츨라우어 베르크(Prenzlauer Berg)에 위치한 양계장을 극장으로 개조하여 '베를린 노동자 및 대학생극단(Berliner Arbeiter- und Studententheater)'을 창설한다. 1962년 처녀작인 <<베를린 결혼식(Berliner Brautgang)>>이 베를린 노동자 및 대학생극단 창단기념연극으로 시연되지만 끝내 공연되지 못하고 당의 검열에 의해 공연금지 조치를 당한다. 12월 동독예술원 시예술분과위원회의 주관으로 훔볼트 대학에서 열린 '서정시의 밤'에 출연해 동독 문학계에 공식적으로 데뷔하지만 이 자리가 동독에서 공식적으로 출연한 마지막 무대가 된다.
1963년 동독 사회주의통일당의 지도부에 의해 비우호적 인물로 분류되고 공산당 당원 자격을 박탈당한다. 1965년 9월 첫 시집 <<철삿줄 하프(Die Drahtharfe)>>가 간행되었다. 이 시집은 제2차 세계대전 이후 독일에서 가장 많이 팔린 시집 중 하나이다. 에리히 호네커(Erich Honecker)는 비어만의 첫 시집을 "서투르게 위장된 속물적·무정부주의적 사회주의의 이름으로 사회질서와 당조직 체계를 격렬하게 모욕"한 부적절한 사례로 지목하고 비어만을 가택연금시키고 공연금지 처분을 내린다.
1968년 두 번째 시집 <<마르크스와 엥겔스의 혀로(Mit Marx- und Engelszungen)>>가 출간되고, 첫 번째 미니 앨범 <네 편의 신곡(Vier neue Lieder)>이 출시된다. 1972년 세 번째 시집 <<나의 동지들을 위하여>>가 출간된다. 1973년 음악저널 포노 포름(Fono Forum)에서 세 번째 정규앨범 <더 나은 시절을 기다리지 말라>로 독일음반상을 받는다. 1974년 서독의 쾰른 시가 수여하는 자크 오펜바흐상(Jacques-Offenbach-Pries)을 받는다. 동독 문화관료들은 서독으로 가려면 동독시민권을 포기하거나 영원히 동독을 떠나라고 협박하였고 시상식에 참여하지 못한다.

## 동독 시민권 박탈

### 사건의 경과
1976년 11월 13일 서독 금속노조(IG-Metall) 초청으로 쾰른 시 체육관에서 단독 콘서트를 갖는다. 6,500명의 청중이 운집하였고 독일연방공영방송국(ARD)에서 콘서트를 실시간으로 중계하였다. 11월 16일 동독정부는 볼프 비어만의 시민권을 강제로 박탈하는 추방령을 발표하였다. 그는 다음 공연장소인 보쿰으로 이동하는 고속도로 위에 있었다. 추방령의 근거는 «독일민주공화국 시민권에 관한 법률» 13조, 시민의 의무를 현저히 위반한 시민에게는 독일민주공화국의 시민권이 취소될 수 있다는 조항이었다. 11월 19일 비어만은 시민권 박탈의 부당함을 천명하며 자신의 동독 귀환을 요구하는 성명서를 발표한다.

### 사건의 영향
볼프 비어만의 시민권 박탈로 동독 국민들은 정부에 크게 실망하였다. 11월 17일 동독 문단을 대표하는 저명 작가 12명, 슈테판 헤름린(Stephan Hermlin), 슈테판 하임(Stefan Heym), 에리히 아렌트(Erich Arendt), 폴커 브라운(Volker Braun), 크리스타 볼프(Christa Wolf), 게르하르트 볼프(Gerhard Wolf), 자라 키르쉬(Sarah Kirsch), 프란츠 퓌만(Franz Fühmann), 하이너 뮐러(Heiner Müller), 롤프 슈나이더(Rolf Schneider), 유렉 베커(Jurek Becker), 권터 쿠너트(Günter Kunert)가 추방령에 반대하는 공개서한을 발표한다. 공개 서한의 내용은 다음과 같다. "볼프 비어만은 까다로운 시인입니다. 이러한 특성은 과거의 많은 작가들과 공분모를 이루고 있습니다. 우리 사회주의 국가는 -프랑스 혁명 달력 2월 18일에서 ‘무산 계급은 끊임없이 스스로를 비판한다.‘고 마르크스가 말한 것을 고려한다면- 시대착오적인 사회 형태와는 달리 비어만의 말과 같은 듣기 불편한 발언들을 심사숙고하며 견뎌낼 수 있으리라 믿습니다. 우리는 볼프 비어만의 모든 말과 행동을 그대로 따르지 않고 있으며, 비어만을 둘러싼 사태를 동독에 해를 가하려고 악용하려는 모든 노력에 대해서도 거리감을 취하고 있습니다. 비어만 스스로도 두 독일 국가를 무조건 거침없이 비판하는 데 대하여 -역시 쾰른에서도- 명확히 표현한 바 있습니다. 우리는 그가 추방당하게 된 데 대하여 항의하며, 결정된 조처를 한 번 더 고려해 볼 것을 바랍니다." 성명이 발표되고 5일 만에 100명이 넘는 작가 및 지식인, 베를린 문화인들이 시민권 박탈 항의문에 서명하여 구명운동을 전개하였다. 이는 동독 역사상 유례없는 일이었으며 당과 지식인 사이의 유대감이 파괴되는 도화선이 된다. 서방의 언론과 정당들도 비어만의 입장을 지지하는 성명서를 발표하고 동독 당국의 결정을 비판하였다. 하지만 동독 당국은 끝까지 강경하게 대응하였고 항의문에 서명한 문인들을 가택연금시키거나 투옥시켰다. 이후 라이너 쿤체(Reiner Kunze), 유렉 베커 등 당국에 조치에 실망한 수많은 문인과 지식인들이 동독을 떠나 서독으로 넘어온다. 여러 학자들은 비어만 시민권 박탈 사건을 동독 몰락의 실제적인 시작이라고 해석한다. 동독 출신 작가 권터 발라프는 볼프 비어만의 추방의 영향을 “이런 추방과 절단조치, 그리고 바로 뒤따른 문화적 출혈, 즉 작가들의 대탈주를 통해 이미 동독의 종말은 시작되었다. 아니 적어도 그것이 가속화되기 시작했던 것이다.”라고 평가하였다.

## 시민권 박탈 이후의 활동
1977년 서방 여러 나라를 순회하며 시낭독회와 콘서트를 열었다. 1980년 독일 사민당 홍보대사로서 선거전에 뛰어들어 독일 각지를 돌며 선거캠페인을 벌인다. 1981년 공식적인 활동을 중단하고 프랑스 파리에 2년간 체류한다. 1983년 오하이오 주립대학 객원교수로서 미국에 체류하고 미국 여러 도시에서 콘서트를 연다. 1989년 12월 동독 당국의 반체제 인사 복권 결정에 따라 동독 라이프치히 박람회장에서 콘서트를 갖는다. 2005년 방한하여 한국 저항문화의 상징인 김민기의 소극장에서 단독 콘서트를 연다. 2006년 독일연방정부의 대공로십자훈장을 받는다.
현재 부인과 함께 함부르크 알토나에 거주 중이다.